# Против природе?
Против природе? је изложба хомосексуалности код животиња коју је направио Природњачки музеј Универзитета у Ослу у Норвешкој. Изложба је фокусирана на појаву и функционисање хомосексуалности код животиња и прва је такве врсте.
Изложба садржи слике, животиње и моделе врста које показују хомосексуално понашање, показујући између осталих животиња јужног глатког кита и жирафе у хомосексулним интеракцијама. Музеј каже да је један од циљева ове изложбе да „помогне у демистификацији хомосексуалности код људи... надамо се да ћемо успети да одбацмо свима познат аргумент да је хомосексуално понашање злочин против природе”. Већи део изложбе заснива се на радовима Брусе Багемила и Џоун Рафгарден. 
Изложбу је покренуо Норвешки архив (АБМ) у склопу њиховог програма „Пауза” којим се подстичу музеји, библиотеке и архиви да истражују и праве изложбе контроверзних и табу тема. Ова изложба је директан одговор на овај изазов и добила је финансијску подршку АБМ-а.
Изложба је трајала од септембра 2006. до августа 2007. Била је добро прихваћена, укључујући редовне групне посете музеју, углавном породица. Изложба је приказана у Ослу, Бергену, Трондхејму, Мастрихту, Женеви и Стокхолму (на последњој као Животиње дуге). Међутим, излижба је била на удару критика филозофа, јер се не бави сврхом традиционаланих термина којима се хомосексуалне активности означавају као „против природне”. Чин прављења овакве изложбе је најприкладније речено „противприродан” јер користи моћ репродукције за објашњавање суштински нерепродуктивна поступака.